# Picaflor (película)
 Picaflor es una película argentina en blanco y negro dirigida por Luis José Moglia Barth sobre su propio guion escrito en colaboración con Máximo Orsi que se estrenó el 25 de junio de 1935 y que tuvo como protagonistas a Margarita Padín, Héctor Calcaño y Guillermo Casali.

## Sinopsis
Un habitante del Delta del Paraná es tentado para dedicarse al contrabando pero lo abandona por amor a una maestra.

## Reparto
- Margarita Padín
- Héctor Calcaño
- Guillermo Casali
- Severo Fernández
- Sara Olmos
- Juan Pérez Bilbao
- Margarita Solá

## Comentario
El crítico Néstor opinó del filme:

”Su mejor atractivo lo constituye el pintoresco ambiente elegido: el delta del Paraná. Bellos paisajes. Buena luz. Y alguno que otro acierto y fotográfico. Pero el resto del film adolece de una debilidad evidente”.

Por su parte Domingo Di Núbila escribió a propósito del filme, luego de señalar que de Moglia Barth se esperaba más después de Riachuelo, que el director 

“desencantó con esta confección en la que el islero Guillermo Casali y se hace contrabandista y la maestra Margarita Sola lo endereza. De libro endeble y realización insegura, hubo espaciadas atracciones en pasajes filmados en el delta del Tigre.”